# Sancho Lyttle
Sancho Tracy Constance Lyttle (* 20. September 1983 in Kingstown, St. Vincent und die Grenadinen) ist eine professionelle Basketball-Spielerin. Mittlerweile besitzt sie die spanische Staatsangehörigkeit. Zurzeit spielt sie für das Team der Phoenix Mercury in der Women’s National Basketball Association sowie bis 2017 für UGMK Jekaterinburg in der Euroleague Women und der russischen Basketball-Superleague.

## Karriere

### College
Sancho Lyttle spielte bis 2005 für die Houston Cougars, das Damen-Basketballteam der University of Houston.

### Women’s National Basketball Association
Sancho Lyttle wurde im WNBA Draft 2005 von den Houston Comets an der fünften Stelle ausgewählt. In der Saison 2005 spielte sie in 33 von 34 Saison-Spielen für die Comets, dabei stand sie jedoch nie in der Startformation der Comets. In dieser Saison erzielte sie mit einer durchschnittlichen Spielzeit von 13,9 Minuten pro Spiel durchschnittlich 4,2 Punkte und 3,8 Rebounds pro Spiel. In der Saison 2006 stand sie immerhin schon zwei Mal in der Startformation der Comets, trotzdem verringerte sich ihre Spielzeit etwas, somit sank ihr Punkteschnitt auf 3,7 Punkte pro Spiel, jedoch konnte sie ihren Reboundschnitt auf 3,9 Rebounds pro Spiel anheben. In der Saison 2007 stand sie 25 Mal in der Startformation der Comets. Da sie mit 16,3 Minuten pro Spiel etwas mehr Spielzeit bekam, erzielte sie bereits 5,9 Punkte und 5,3 Rebounds pro Spiel. Am 31. Juli 2007 stellte sie mit 15 erzielten Punkten gegen die Phoenix Mercury einen persönlichen Rekord auf. 2008 stand sie zwar nicht mehr so häufig in der Startformation, erhielt aber trotzdem mehr Spielzeit und erzielte auch mehr Punkte pro Spiel. Nach dieser Saison stellten die Comets den Spielbetrieb ein und die Spielerinnen wurden im Rahmen des WNBA Draft 2009 auf andere Teams verteilt. Lyttle wurde dabei im Dispersal Draft als erste Spielerin von den Atlanta Dream ausgewählt. Dort stand sie regelmäßig in der Startformation und konnte auch ihre statistischen Werte weiter steigern. Mit dem Team der Dream erreichte sie in den Saisons 2010, 2011 und 2013 dreimal die WNBA-Finals, die aber jeweils nicht gewonnen werden konnten. Auch wenn ihre statistischen Werten in den letzten Spielzeit in Atlanta abgenommen hatten, war sie weiter eine Stütze in ihrem Team. Ab der Saison 2018 spielte sie für das Team der Phoenix Mercury. Verletzungsbedingt endete diese Saison für sie vorzeitig.

### Europa
In der Saisonpause der WNBA spielt Lyttle wie viele WNBA-Spielerinnen in Europa. Nachdem sie zu Beginn ihrer Karriere bei spanischen Vereinen gespielt hatte, stand sie zuletzt für Teams in der Türkei und Russland auf dem Platz.

### Nationalmannschaft
Zu Beginn ihrer Karriere spielte Lyttle für die Nationalmannschaft ihres Geburtslandes St. Vincent und die Grenadinen. 2010 erhielt Lyttle die spanische Staatsbürgerschaft. Mit der Nationalmannschaft dieses Landes nahm sie an der Weltmeisterschaft 2010 teil und gewann die Bronzemedaille. 2011 belegte sie mit dem spanischen Team den neunten Platz bei der Europameisterschaft 2011. Bei der EM 2013 holte sie mit Spanien den Titel und wurde zur MVP des Turniers ernannt. Bei der Basketball-Weltmeisterschaft 2014 holt sie mit der spanischen Mannschaft die Silbermedaille hinter dem US-Team. Bei der EM 2017 konnte sie mit der Nationalmannschaft zum zweiten Mal nach 2013 den Kontinentaltitel gewinnen.